# Cours Dajot
De Cours Dajot is een wandelweg (promenade) en park in de Franse stad Brest. De Cours Dajot is ongeveer 500 meter lang en loopt van het Kasteel van Brest naar de handelshaven, langs de voormalige stadsomwalling.
De weg is genoemd naar Louis-Lazare Dajot die verantwoordelijk was voor de militaire versterkingen van Brest en in 1769 zijn plannen voor deze wandelweg voorstelde. De wandelweg werd in 1800 ingehuldigd door burgemeester Pouliquen. De wandelweg ligt in een parkachtige omgeving met oude bomen en is erg populair als recreatiezone.
Langsheen de Cours Dajot zijn verschillende bezienswaardigheden:
- La tour Rose of Naval Monument, een monument opgericht door de American Battle Monuments Commission als dankbetuiging aan de bevolking van Brest voor ontvangst van de Amerikaanse soldaten die ontscheepten in Brest tijdens de Eerste Wereldoorlog. Het monument uit 1927 werd vernield tijdens de Tweede Wereldoorlog maar in 1954 werd een replica ingehuldigd.
- De grote trap die leidt naar Portsrein. Deze trap diende als decor voor de film Remorques van Jean Grémillon (1941).
- Plaquette ter ere van Jean Cras, marineofficier, uitvinder en componist.

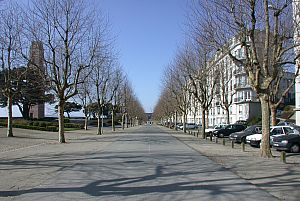
Cours Dajot in de richting van het Kasteel van Brest
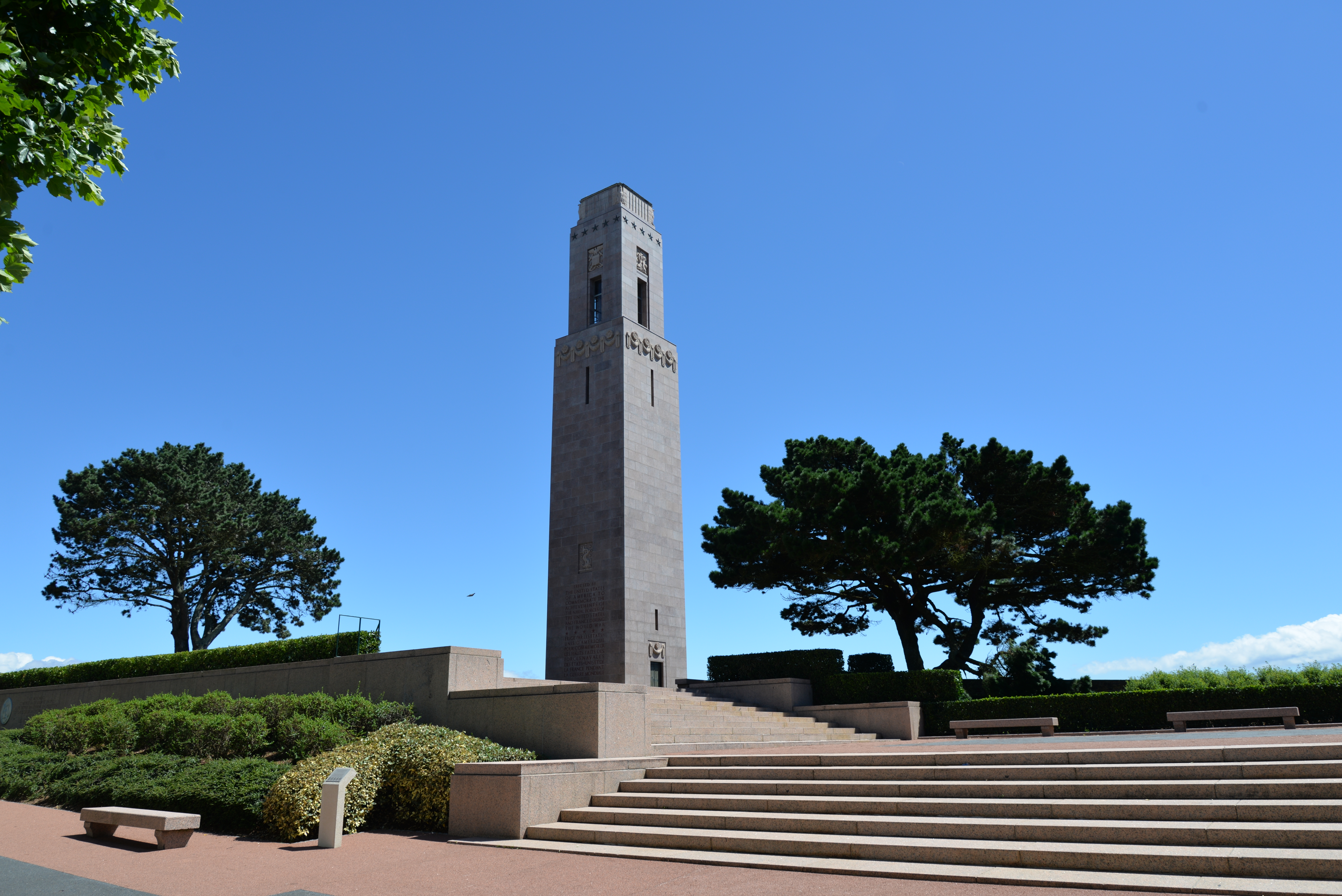
La tour Rose
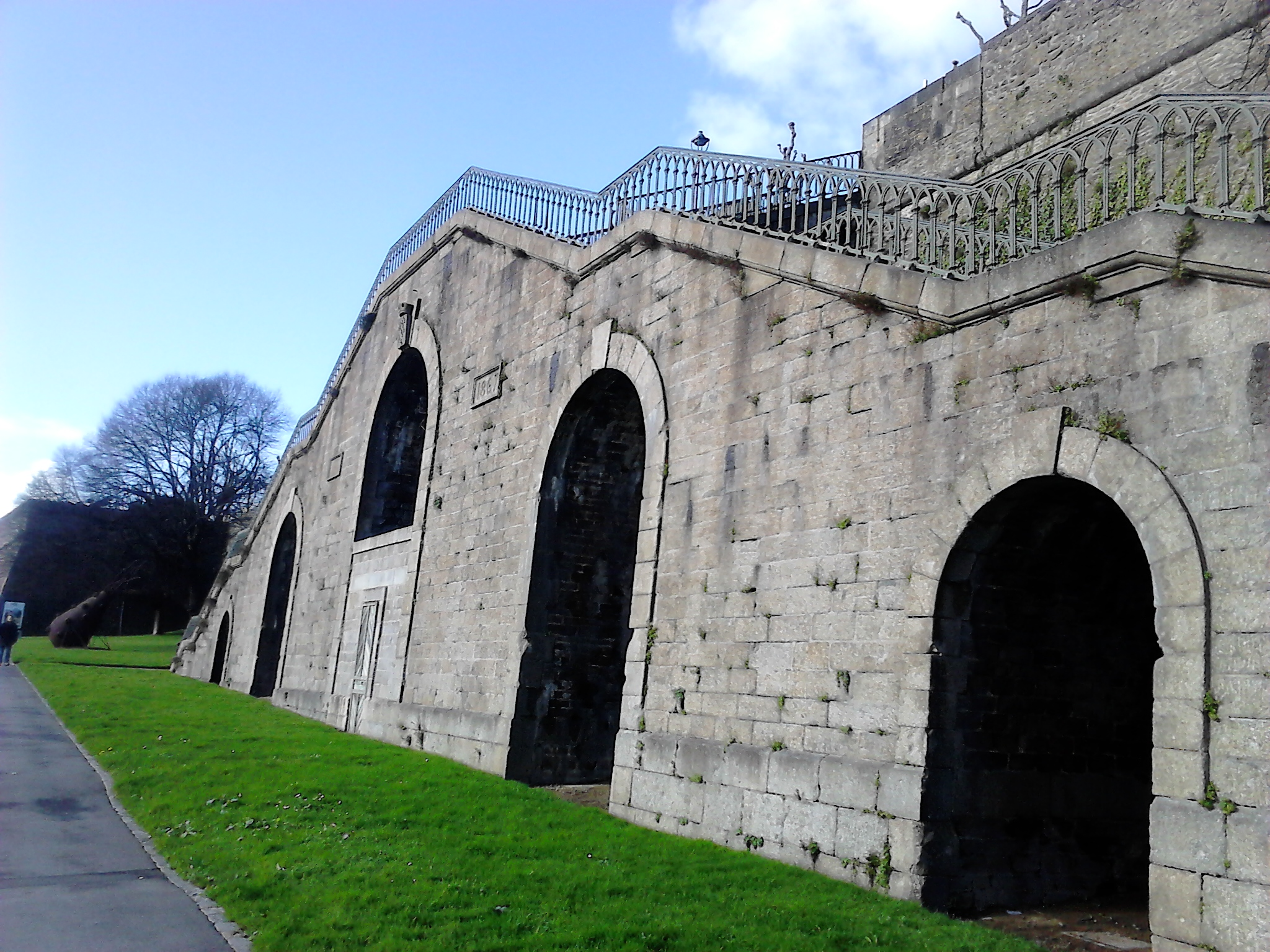
De trap naar Portsrein